# Marshallora perversa
Marshallora perversa is een zeeslakkensoort die behoort tot de familie Triphoridae. Marshallora perversa komt voor op rotsen in de Middellandse Zee en in de Zwarte Zee.

## Kenmerken
De schelp van Marshallora perversa is 7 millimeter hoog en 2 millimeter breed. De kleur is meestal rood- tot lichtbruin.